# Migos
Migos је била америчка хип хоп музичка група из Лоренсвила основана 2008. године. Чланови групе били су репери Куаво, Тејкоф и Офсет који су међусобно рођаци. Издали су 4 студијска албума.
Сарађивали су са многим хип хоп музичарима међу којима су 2 Chainz, Карди Би и Дрејк. Најпознатије песме су Bad and Boujee, T-Shirt, MotorSport и друге. Сматрају се једним од зачетника светске популарности трепа и „мамбл репа”,  где се репује пре свега због мелодичности а не самог садржаја песме.

## Дискографија
Студијски албуми
- Yung Rich Nation (2015)
- Culture (2017)
- Culture II (2018)
- Culture III (2021)